# Bergères-sous-Montmirail
Bergères-sous-Montmirail – miejscowość i gmina we Francji, w regionie Grand Est, w departamencie Marna.
Według danych na rok 1990 gminę zamieszkiwały 123 osoby, a gęstość zaludnienia wynosiła 12 osób/km².